# 自由アチェ運動
自由アチェ運動（じゆうアチェうんどう、アチェ語:Geurakan Acèh Meurdèka、インドネシア語:Gerakan Aceh Merdeka）はインドネシアのアチェ州の分離独立を目的としていた武装組織。スハルト政権下では「治安撹乱分子」とされていた。正式名称はアチェ・スマトラ民族解放戦線（Aceh/Sumatra National Liberation Front、ASNLF）だが、インドネシアでは正式名称よりも通称の「自由アチェ運動 (GAM) 」が使われることが多い。1976年の結成以来インドネシア中央政府およびインドネシア国軍と長期にわたり武力抗争を継続していたが、2005年8月にヘルシンキ和平合意でインドネシア政府と和平を結ぶに至った。

## GAMの歴史

### 設立の背景

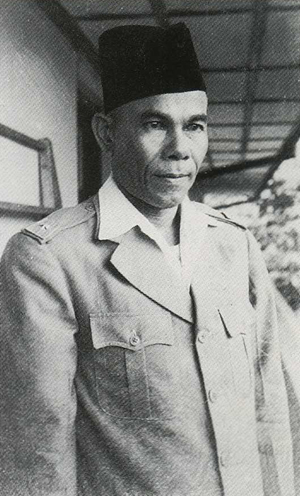
ダウド・ブルエ

インドネシア独立戦争においてアチェ州はオランダ軍の上陸を阻み続け、州外へ奪還のための義勇軍を派遣し、臨時政府の拠点となるなど大きく貢献した。戦後になると、戦時中にアチェで軍政司令官を務めていたイスラム指導者ダウド・ブルエが独立戦争での貢献に見合うだけの地位と権限をアチェに与えるよう要求し、武装反乱を起こした。当時、インドネシアではダルル・イスラム運動が展開されており、1949年にカルトスウィルヨが「インドネシア・イスラム国」の樹立を宣言、1953年にダウド・ブルエはアチェもその一部となることを宣言した。だが、ダルル・イスラム運動が劣勢になるとダウド・ブルエはインドネシア・イスラム国アチェ構成国の樹立を宣言した。1960年にシャフルディン・プラウィラヌガラを大統領としてインドネシア共和国革命政府が「インドネシア統一共和国」の樹立を宣言するとアチェ構成国もこれに合流したのだが、これもインドネシア政府に鎮圧され、1961年8月15日、ダウド・ブルエはアチェ・イスラム国の樹立を宣言した。だが翌年の1962年、中央政府側の責任者M・ヤシン大佐の提案をダウド・ブルエが受け入れたことで9年間に及ぶアチェの反乱は幕を下ろした。
1959年、首相通達が出され、スカルノ大統領はアチェを「特別州」に指定した。東京大学の西芳美によれば、この「特別州」とは宗教、教育、伝統文化の分野で最大限の地方自治が可能であることを意味するものだという。また、東京工業大学の山本元は、スカルノ大統領は将来のアチェ州独立を仄めかしていたと記している。だが、次の大統領スカルノ政権下においてアチェ州の自主性は抑制されることになった。1974年の地方行政基本法でアチェ「特別州」は名称以外は他の州と同等とされた。また、1971年には当時東南アジア最大規模と言われた天然ガス田がロクスマウェ市近郊のモービル・オイルの鉱区から発見されたが、州政府の期待に反して天然ガス開発の主導権はインドネシア政府が握ることになった。このような石油・天然ガスの利権をめぐる問題は独立運動を高揚させ、GAMの結成につながることになった。

### 設立
GAMの最高指導者ハッサン・ティロはダルル・イスラム運動に加わっており、ニューヨークでインドネシア・イスラム国の国連大使兼駐米大使を名乗っていた。彼はこれによりパスポートを剥奪されたが、1974年、アチェ人のインドネシア駐米大使シャリフ・タイブの計らいにより帰国が認められた。1976年、自由アチェ運動（以後GAMと記載）が結成されアチェの独立を宣言した。12月4日にピディ県にアチェ王国の後継国として「アチェ・スマトラ国」の独立を宣言したのだった。井上治によれば、ハッサン・ティロはこのときダウド・ブレエの支持を受けていたのだという。翌年の1977年、政府が彼らの存在を把握し、1978年5月にダウド・ブレエはジャカルタに隔離されGAMの鎮圧が進められた。1979年3月、ハッサン・ティロは支援を求めてインドネシア国外へと脱出し、シンガポール経由でスウェーデンへと亡命した。その後、スウェーデンを拠点として活動が続けられたが、アチェでの運動は表面上鎮静化していた。

### 活動再開とDOM時代

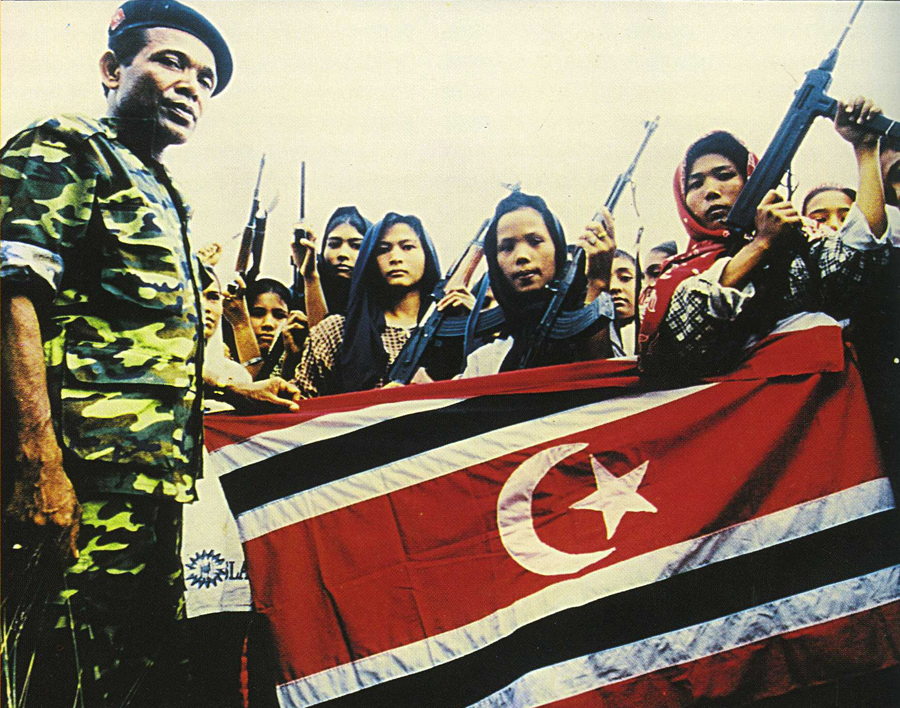
GAMの旗を掲げる人々

アチェでGAMの活動が再度活性化したのは1980年代半ばになってのことだった。ピディ県や北アチェ県ではゲリラ兵士が集められ、指揮官候補者はリビアに行き軍事訓練に参加するなど、武装蜂起の準備が進められた。井上治によれば、ハッサン・ティロはリビアの最高指導者カダフィ大佐の支援を獲得していたといい、1986年からリビアでアチェ独立運動軍約400人に軍事訓練を受けさせたのだという。1988年半ばにはピディ県の軍事施設が襲撃された。GAMの活動は過激化し、国軍からの武器強奪やジャワ人移住者への脅迫を行っていたという。当時のアチェ州知事イブラヒム・ハッサンはスハルト大統領に治安の早期回復が必要だと進言し、1989年、アチェ州は「軍事作戦地域」 (Daerah Operasi Militer) 、略称DOMに指定された。アチェ州には国軍の部隊が集中投入され、1992年までに主要なゲリラ幹部は逮捕もしくは射殺され、もしくはアチェ州外へと逃亡し、掃討作戦は成功したと考えられた。
国軍はその後もアチェに駐留していたが、1998年5月にスハルト政権が退陣すると翌月の6月に女性らが国軍兵士により暴行されたり夫を殺害されたりしたとジャカルタの国家人権委員会に告発し、DOM下で深刻な人権侵害が発生していたことが判明した。アチェ州知事もユスフ・ハビビ大統領にDOM指定を解除するよう提言した。同年8月、DOM指定を解除しアチェ州外からの増援部隊を撤退させると発表された。だが、同年10月、北アチェ県に活動中のGAMグループが存在するとの報告があった。これ以降アチェ州では治安の悪化が進み、12月には東アチェ県で国軍兵士7名の拉致が発生、翌年1999年3月からは公立学校や郡役場への連続放火、5月には巡回中の治安部隊を標的とした襲撃も発生した。これに対し、軍と警察は治安維持・回復作戦を実施したものの、失敗に終わった。5月3日に北アチェ県クルン・グクー地区で住民への発砲事件が発生し46名が死亡するなど、DOM時代同様に軍と警察による人権侵害事件が続いた。軍と警察がGAMが煽動行為をし発砲につながったなどと説明する一方、GAMは犯行を否定する声明を出した。治安維持・回復作戦は住民の支持を得ることができず、インドネシア内外からの批判を受けて8月18日に停止された。これにより、従来はピディ県、北アチェ県、東アチェ県を拠点としていたGAMはアチェ全域に活動範囲を広めることとなった。12月4日にはGAM設立とアチェ独立宣言33周年を記念して、独立宣言記念式典がアチェ各地で開催された。

### 難航する和平への道
2000年2月、アチェ女性会議と全アチェ学生・青年会議第二回大会が開催され、アチェ問題について検討する「アチェ人民会議」が開催されることになった。GAMは当初この会議への参加に肯定的だったが、会議の結果が事前に中央政府寄りになるよう調整されていると主張して会議の開催自体に否定的となった。このとき、アチェ人民会議関係者に対するテロ攻撃が続発し、GAMは関与を否定したものの会議関係者からはGAMによる犯行だと認識された。
同じく2000年、ワヒド政権において中央政府とGAMの間で一時的停戦合意が結ばれた。3月12日にグワナン国家官房長官が、4月13日にサアド人権大臣がジュネーブに派遣され、両者は非公式に和平交渉を行った。結果、5月12日に一時停戦の合意が成立し、その後3ヶ月間はアチェの治安は回復した。だが、西はこの合意について2つの問題点を挙げている。1つ目は、戦闘行為中止についての細則が定められていなかったことであり、双方は相手の行為を「戦闘行為」にあたると認定する一方で自身の行為は「正当防衛」や「通常巡回」の範疇として正当化した。2つ目はスイスでの事前協議に両者とも戦闘行為の当事者が参加していなかったことである。GAMからは亡命政府の閣僚が、インドネシア政府からはハサン・ウィラユダ国連担当大使が事前協議に参加していたが、どちらも戦闘行為の当事者ではなく、また双方とも戦闘当事者を十分に制御できるような環境ではなく、当事者不在の合意を現場に反映させることができなかったのだという。

#### 敵対行為の停止に関する枠組み合意 (COHA) 締結
2001年8月にアチェ州特別自治法が制定され、2002年1月1日に施行された。だが、GAMはこの自治法を認めず、その後も散発的に抗争が発生した。1月22日には陸軍戦略予備軍がGAM兵団司令部を急襲し、GAMの軍司令官アブドゥッラー・シャフィイとその妻が射殺された。だが、2月3日にはアンリ・デュナン・センターの仲介によりGAMはインドネシア政府とジュネーブで会談を行い、和平協議を継続することになった。5月10日、GAMがアチェ州特別自治法を交渉の開始点として受け入れ、両者は停戦に向けた対話を促進する共同声明に調印した。だが、その翌日、GAMの拠点が警察機動隊に襲撃され報道官が射殺された。インドネシア独立記念日を目前に控えた8月にはアチェで爆弾事件が頻発、GAMと国軍の間で小競り合いが繰り返された。8月19日、中央政府は特別自治法を受け入れる期限を同年12月上旬までとし、GAMがこれに応じない場合は軍事力を行使するとしてアチェに1万2000人の警察官を派遣する決定を下した。一方、GAMは特別自治法の受け入れ拒否に転じ、9月5日にアチェ州知事アブドゥラ・プテを襲撃した。だが、9月末にはGAM報道官が停戦に向けた対話に応じると表明した。GAMと中央政府の会談に先駆けて12月3日には米国と日本の呼び掛けにより東京でアチェ和平準備会合が開催されて和平後の復興支援策が協議され、12月9日のジュネーブでの和平会談で9カ条の和平協定「敵対行為の停止に関する枠組み合意 (COHA) が調印された。

#### COHAの失敗
当時の『アジア動向年報』ではCOHAをメガワティ政権初の政治的成果と評価されたが、アチェ駐留軍は協定を無視してGAMの掃討作戦を継続、GAMも政府との対話路線を捨てて武力衝突が続いた。2003年3月には和平合意により治安維持を担当していた合同治安委員会 (JSC) の地方事務所が住民により襲撃された。GAMはこれを国軍主導によるものだと主張したが4月1日、ユドヨノ政治治安調整大臣はこれをCOHA違反だとみなし、COHAに基づき1カ月以内の合同協議開催を要求した。GAMは4月25日から2日間ジュネーブで合同協議を行うことに一旦は合意したものの、直前に2日間の延期を求め中央政府は合同協議参加を取りやめた。メガワティ大統領は5月12日までにアチェ特別自治法を受け入れ武装解除をするようGAMに最後通牒をしたが、GAMはCOHAでは対話の出発点として特別自治法を認めただけであり特別自治法そのものを受け入れたわけではないとして要求を拒んだ。5月6日、メガワティ大統領は合同協議開催に応じなければ統合軍事作戦へ移行する意向を固め、警察はJSCに加わっているGAMメンバー4人を州外に出る報告を怠ったとして逮捕した。だが、GAMは5月12日時点で合同協議開催に応じず、JSCはフィリピン軍、タイ軍のメンバーも撤退したことで事実上解体に至った。
ここで国際連合事務総長が先進国に働きかけ、東京で交渉が行われることになった。日本と米国は17日、18日の東京での合同協議開催についてインドネシア政府とGAMの承認を取り付けた。16日には日本に出立しようとしていた協議参加予定のGAM幹部5人がアチェで逮捕されGAMが釈放を要求する事態となったが、インドネシア政府はそれを受け入れ、「アチェ復興に向けた国際支援国会議」が開催された。この会議にはスウェーデンのGAM、インドネシア政府の他、日米両政府、アンリ・デュナン・センター、EU、世界銀行が参加した。だが、交渉ではインドネシア政府がGAMに武器の6割を国家警察に提出することなどを要求し、この交渉は決裂した。5月19日、メガワティは6カ月の軍事非常事態を宣言し、人道支援、法執行確立、行政改善、治安維持の4分野にわたる統合軍事作戦を開始した。国内メディアにはGAMの発表を報道するのを自粛するよう軍管区司令官から要請が出され、6月16日、翌月の6月、メガワティは大統領令を発令して外国人、NGO、ジャーナリストのアチェ州への移動を規制し、NGOとジャーナリストの活動を制限した。軍事非常事態宣言は11月6日に6カ月間の延長が閣議決定され、アチェ軍事作戦本部の発表によれば12月までにGAM兵1000人が死亡し2000人が逮捕されたというが、他方で中央政府は計2兆7千億ルピアの予算をこの件に費やし国軍兵士3万5千人警官1万4千人を派遣したにもかかわらず、GAM幹部を逮捕することはできなかった。軍事非常事態宣言は2004年5月に解除されたものの、大統領令により民間非常事態とされ武力抗争はさらに継続した。

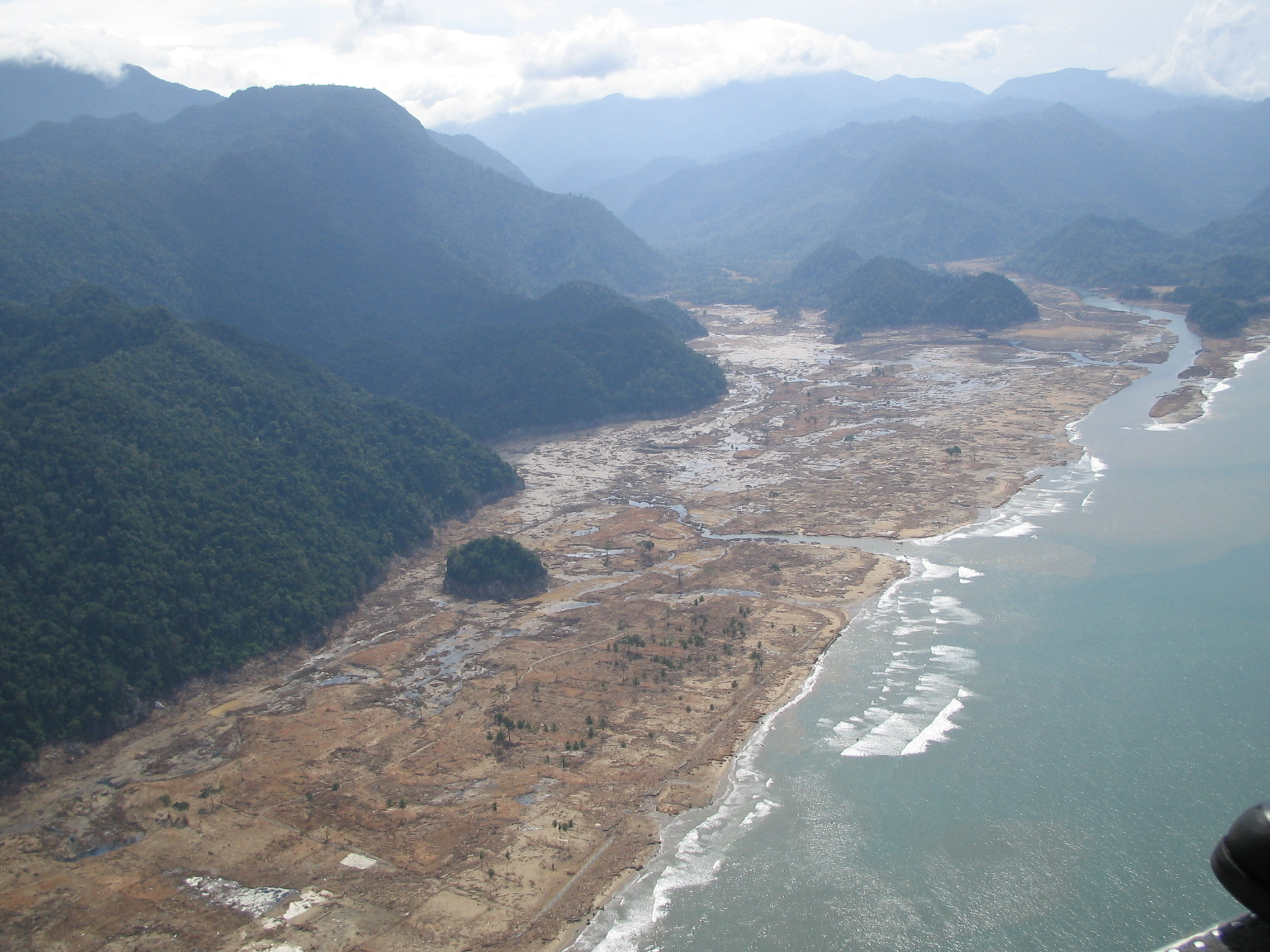
被災したアチェ州沿岸部（2005年1月撮影）

### スマトラ沖地震とヘルシンキ和平合意
2004年12月26日、スマトラ沖地震が発生しこれが和平の切っ掛けとなった。『外国の立法』によればこの地震と津波によるアチェ州の被害は死者12万8000人、行方不明者3万7000人、被災者100万人に及んだという。災害により大打撃を被ったGAMは中央政府への態度を軟化させており、同年2月からクライシス・マネジメント・イニシアティブ (CMI) 代表でフィンランド元大統領のマルティ・アハティサーリと共にGAM指導部と接触していたユスフ・カラ副大統領は和平交渉を本格化させた。ヘルシンキで2005年1月から7月にかけて5回の和平交渉が行われ、8月15日にインドネシア政府とGAMの間でヘルシンキ和平合意が締結された。合意後にGAMの軍事部門は解散させられ、元戦闘員らの受け入れ先としてGAMアチェ移行委員会 (KPA) が設立されムザキル・マナフが委員長に就任した。

### 和平後の政治参加

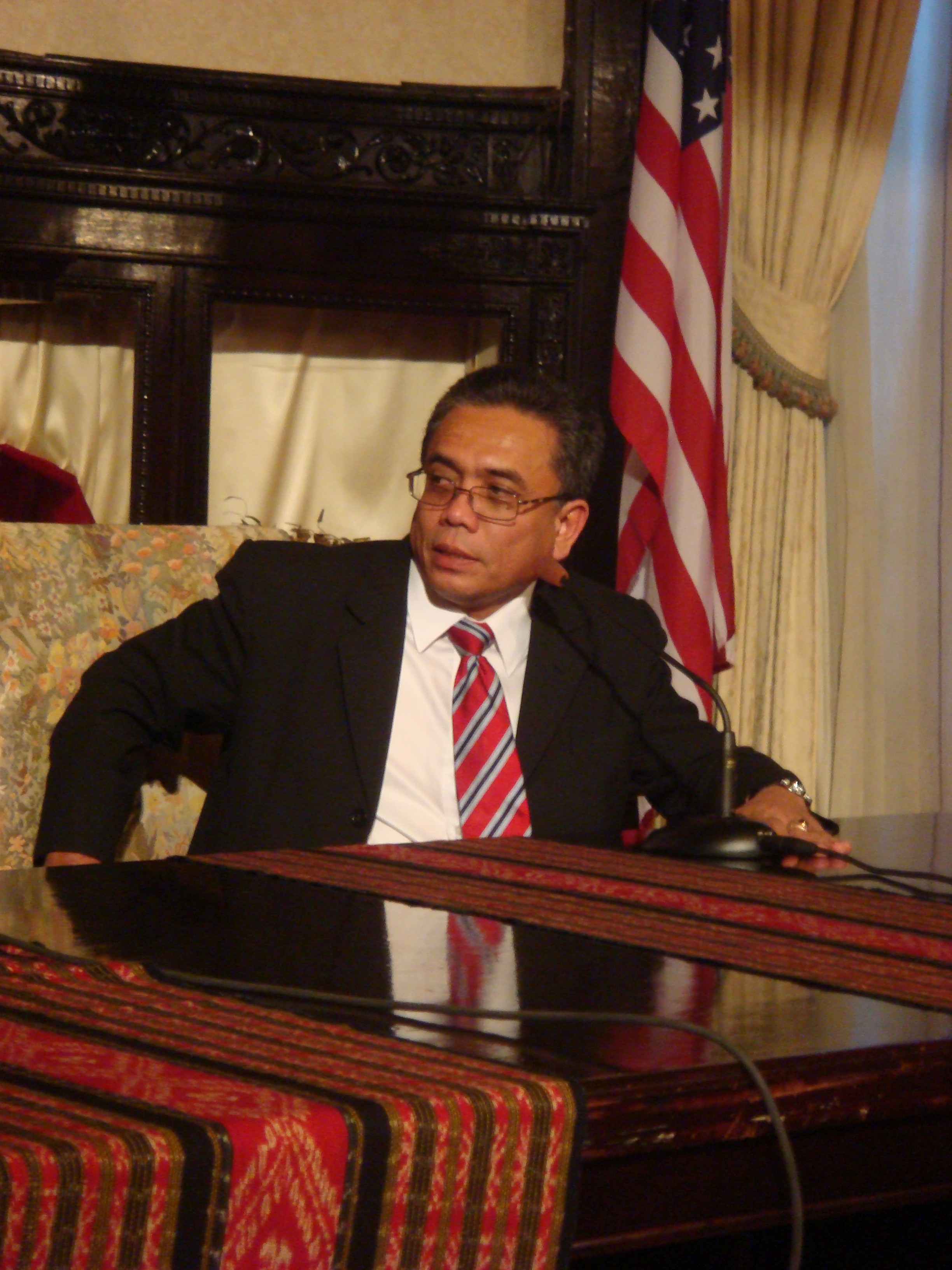
イルワンディ・ユスフ（2007年1月撮影）

和平合意によりGAMはアチェの政治に参加することが可能になったが、GAM指導部の中では政治参加について意見対立が発生した。古参幹部は地方政党を設立してそこからアチェ州首相選挙に候補者を出馬させようとしたのだが、彼らが擁立した候補者のハスビ・アブドゥラはスウェーデンに亡命していた古参幹部ザイニ・アブドゥラの弟だった。これに対し、アチェでの武力抗争を担っていた若手幹部は縁故による擁立だと批判し、GAMは2006年の首相選挙までに地方政党を結成することができなかった。結局、古参幹部は開発統一党のフマム・ハミドを州知事候補、前述のハスビ・アブドゥラを副知事候補として擁立し、若手幹部はGAM幹部のイルワンディ・ユスフを州知事候補、アチェ住民投票情報センター (SIRA) 代表のムハンマド・ナザルを副知事候補として擁立した。2006年12月11日、アチェ州首相選挙が実施されイルワンディ・ユスフが当選、翌年2月8日に就任した。
2007年3月16日、アチェの地方政党に関する細則を定めた政府規則が発令され、6月4日にGAMは軍事司令官を務めていたムザキル・マナフを党首としてアチェ独立運動党 (Partai Gerakan Aceh Merdeka、Partai GAM) の結党を宣言した。だが、翌年2007年の12月10日の政府規則により分離独立運動に使用されている旗やロゴの使用が禁止された。GAMは2008年2月23日にアチェ自立運動党 (Partai Gerakan Aceh Mandiri、Partai GAM) の党名で党結成の申請を再提出したが、政府は党名の再検討を求めた。ここでインドネシア平和インスティチュートが両者の仲介に入り同年4月6、7日に会談が行われ、4月22日にGAMはアチェ党に党名を変更した。翌年2009年にアチェ州議会選挙が実施されると、アチェ党は得票率46.91パーセントで圧勝し全69議席中33議席を獲得した。

### GAMの分裂
アムリザル J. プランによれば、2009年州議会選の後からアチェ州正副知事の2人と党幹部の間で対立が発生していたという。2011年12月4日、GAM幹部でアチェ州知事のイルワンディ・ユスフがアチェ国民党を結党し、GAMはアチェ党とアチェ国民党の2党に分裂することとなった。2012年の州知事選では党幹部との対立が原因でアチェ党の公認候補になれなかった現職知事ユスフもアチェ州元居住・道路局長のムフヤン・ユナンを副知事候補として無所属で出馬したが、ザイニ・アブドゥラが州知事、アチェ党党首のムザキル・マナフが副知事に当選した。井上によればこの選挙でアチェ党はイルワンディ・ユスフに妨害工作を行っていたといい、彼は自らの支持者に対する27件の暴力事件などを理由に選挙無効を提訴して却下され、また同年6月25日の新州知事就任式では州議会議事堂の外で集団暴行を受けたという。またアムリザル J. プランによれば、アチェ党は無所属候補の統一首長選挙への出馬を2006年選挙に限定する規定を取り消した憲法裁判所の判決に不満を抱いており、選挙をボイコットする姿勢を示し2回の投票日延期につながったという。
2014年、ザイニ・アブドゥラ州知事とムザキル・マナフ副知事も対立することになった。この年の大統領選挙で、ザイニ・アブドゥラは闘争民主党などと同じくジョコ・ウィドドとユスフ・カラの正副大統領候補を支持したが、ムザキル・マナフはプラボウォ・スビアント、ハッタ・ラジャサ組を支持した。ザイニ・アブドゥラは副大統領候補のユスフ・カラがヘルシンキ和平合意に貢献しておりジョコ・ウィドド候補もアチェで働いていた時期があることなどを根拠にあげ、一方ムザキル・マナフは貧困の撲滅、アチェ開発などの確約を得たとして、対抗陣営を支持するのはハラム、つまりイスラム教における禁止行為だと主張してアチェ党支持者らにプラボウォ・スビアント組を支持するよう命令したという。この選挙ではジョコ・ウィドド、ユスフ・カラ組が当選したが、アチェでの得票率は45.61パーセントで対抗陣営を下回っていた。

## 主要人物
本節では記事中に登場したGAMメンバーのうちWikipediaに記事のある人物を列挙する。
- ハッサン・ディ・ティロ - 最高指導者。インドネシア国籍を再取得した翌日の2010年6月3日に死去[47]。
- アブドゥッラー・シャフィイ（インドネシア語版） - 軍司令官。2001年1月22日にインドネシア陸軍がGAM兵団司令部を襲撃した際に妻と共に射殺された[29][48]。
- イルワンディ・ユスフ - 2006年の選挙で若手幹部により擁立されアチェ州知事に当選[45]。
- ザイニ・アブドゥラ（英語版） - スウェーデンに亡命していた古参幹部[45]。2012年にアチェ州知事に当選[46]。
- ムザキル・マナフ（インドネシア語版） - 元軍事司令官[46]、アチェ移行委員会委員長[44]、アチェ党党首[46]。2012年にアチェ州副知事に当選[46]。

## 主張・方針
GAMはアチェ州の分離独立の根拠としてアチェ王国の主権委譲の経緯をあげていた。アチェ王国のスルタンはかつてオランダに投降したが、彼らの主張ではこのときアチェの主権を委譲する手続きが行われておらず、アチェ王国はオランダ領東インドに組み込まれていないとされている。したがって、オランダ領東インドの主権がインドネシアに委譲された際にアチェ王国の主権も共に委譲されたのは無効だという。
1999年1月末にアチェ学生団体が開催した全アチェ学生青年会議では、アチェの政治的地位はアチェ住民による直接投票で決定するのが最良だと結論が出され、アチェ住民投票情報センター (SIRA) が結成されて地域住民に向けて住民投票実施のキャンペーンを行った。これに対しGAMはアチェは既に独立しているので総選挙は不要だと主張した。だが、SIRAの主張が地域住民に浸透し、住民投票を支持する他の団体が現れ、GAMも民主的かつ平和的な方法として住民投票を支持するようになった。

## 評価
東京大学の西芳美の2002年の調査報告書では、GAMはインドネシアという国民国家が既に成立していると思われていた地域で発生した分離独立運動であること、スハルト政権が崩壊して民主化が進められた1998年以降に勢力を拡大したこと、インドネシア政府との対話が開始されたにもかかわらず事態が改善せず逆に泥沼化したこと、以上3点の特徴が国際社会の関心を集めたのだと推測されている。
2015年、拓殖大学の井上治は、アチェの団体や個々人がGAMを支持したのは中央政府や国軍への不信感が理由であり、したがって和平合意後10年間でGAM内に亀裂が生じたのは当然の結果だと述べている。